# Naprotechnologie
Naprotechnologie (NaProTECHNOLOGY) má být metoda sledování a udržování zdraví ženského reprodukčního systému, kterou roku 1991 vytvořil Thomas W. Hilgers, včetně léčby neplodnosti. Je založena zejména na přirozených metodách plánování rodičovství, které jsou mimo jiné povoleny katolickou církví..Je určena pacientům, jejichž neplodnost je léčitelná. Naprotechnologie však není opravdovou léčbou neplodnosti, poskytuje pouze to samé, co gynekologická ambulance, tedy sledování změn poševního hlenu, měření výkyvu teploty v pochvě a určení hormonálních hladin. Od roku 2016 je to v Polsku v rámci Programu péče o reprodukční zdraví státem hrazená metoda.

## Metoda

### Terminologie
Název metody vznikl zkrácením původního názvu Natural Procreative Technology, který je registrovanou ochrannou známkou Institutu papeže Pavla VI. Pro studium reprodukce v Omaze. Může být volně a bezplatně používána jakoukoli osobou nebo institucí, pokud její použití odráží lékařské koncepty a hodnoty vyjádřené v učebnici „Lékařská a chirurgická praxe NaProTECHNOLOGIE“ od Thomase W. Hilgerse.

### Princip
Metoda je založena na sebepozorování podle modifikované verze Creightonova modelu (Creighton Model FertilityCare System), umožňuje stanovit plodné dny ženy a možné poruchy v jejím menstruačním cyklu. Období pozorování a diagnostiky může trvat až 2 roky a skládá se ze tří fází:
- naučit se techniku pozorování ženského cyklu podle Creightonova modelu a zaznamenávání jeho výsledků na speciální kartu, počáteční diagnostiky a hormonálních testů; současně je prováděno mužské vyšetření (vzhledem k faktu, že jak masturbace, tak použití standardního kondomu jsou katolickou církví považovány za hřích, je odebrán vzorek spermatu během pohlavního styku pomocí perforovaného kontejneru na sperma)[6]
- identifikace příčiny neplodnosti (laboratorní testy, zobrazování atd.) a dosažení pravidelných cyklů
- čekání na početí a provázení těhotné ženy těhotenstvím[7]

V zásadě má naprotechnologie umožnit určení nejvhodnějšího období pro oplodnění, čímž by měla léčit neplodnost způsobenou mimo jiné psychologickou stránkou pacientky ovlivňující fungování jejího organismu. Tato metoda však i podle jejích zastánců neeliminuje příčiny neplodnosti vyskytující se u partnerů (poškození orgánů, jejich nesprávný vývoj, nedostatek reprodukčních buněk).

## Kritika
Podle profesora Jerzyho Radwana, vedoucího kliniky léčby neplodnosti Gameta v Lodži a lékaře, který stál u prvního úspěšného oplodnění in vitro v Polsku, je název naprotechnologie zavádějící. „Je to obvyklý diagnostický a terapeutický postup, který my, lékaři zabývající se léčbou neplodnosti, používáme pro páry, které se snaží otěhotnět. [...] Označení běžně dostupných metod používaných po celá desetiletí coby revoluční metody léčby neplodnosti je pokrytectvím.“
Profesor Rafał Kurzawa, bývalý předseda Sekce plodnosti a neplodnosti Polské gynekologické společnosti uvádí, že „prvotním problémem u naprotechnologie je skutečnost, že z ideologických důvodů lidé nemají přístup k metodám, které skutečně řeší jejich problém. Jedná se obvykle o konzervativní diagnostický a terapeutický postup, který, bohužel, často využívá jen několik vybraných prvků z celého ranku metod léčení neplodnosti a pro některé problémy je bezmocný.“
Anna Krawczaková z Asociace léčby neplodnosti „Náš čáp“ zase upozorňuje na skutečnost, že naprotechnologie je registrovaná ochranná známka, což znamená, že neoprávněné osoby nemají právo provádět vědecký výzkum této metody. Rovněž uvádí, že v oblasti výzkumu oplodnění in vitro existuje asi 30 000 vědeckých prací a jen tři se týkají naprotechnologie. Označuje také naprotechnologii jako metodu ideologickou, nikoliv lékařskou, neboť jako jedno konečné stádium léčby doporučuje adopci.
Když v Polsku Program péče o reprodukční zdraví začínal, ministerstvo zdravotnictví tvrdilo, že z 6000 párů mělo u 30 procent dojít k úspěšnému početí. V roce 2019 však tento údaj ministerstvo skrylo a nadále jej neuvádí. Tuto skutečnost komentoval někdejší náměstek ministra zdravotnictví Igor Radziewicz-Winnicki s tím, že ministerstvo zdravotnictví přestalo sledovat efektivitu současného programu jednoduše proto, že by muselo přiznat, že výsledky navzdory investovaným prostředkům nejsou. „Tento program může jen těžko pomoci neplodným párů, když jeho součástí není skutečná léčba, ale pouze diagnostika. Těžko může vést k těhotenství.“
Lékařské organizace hodnotící metody léčby neplodnosti, včetně takových jako jsou evropská ESHRE, americká ASRM, nebo britský NICE, se ve své 534 stránkové zprávě o naprotechnologii vůbec nezmiňují, a Polská společnost reprodukční medicíny a Polská gynekologická společnost uvedly, že tuto metodu nemohou doporučit kvůli nedostatku důkazů o její účinnosti v kontrolovaných klinických studiích.
Google Scholar na dotaz „Naprotechnology“ k srpnu 2019 zobrazil 409 prací a 204 na dotaz „Natural Procreative Technology“ (ve srovnání s in vitro, kdy jich zobrazil přes čtyři miliony). PubMed ve stejné době registroval 9 lékařských článků o naprotechnologii.